# Cheilotrichia lunensis
Cheilotrichia lunensis är en tvåvingeart som först beskrevs av Alexander 1931.  Cheilotrichia lunensis ingår i släktet Cheilotrichia och familjen småharkrankar. Inga underarter finns listade i Catalogue of Life.